# Taucha

Taucha  est une ville de Saxe (Allemagne), située dans l'arrondissement de Saxe-du-Nord, dans le district de Leipzig.

## Géographie

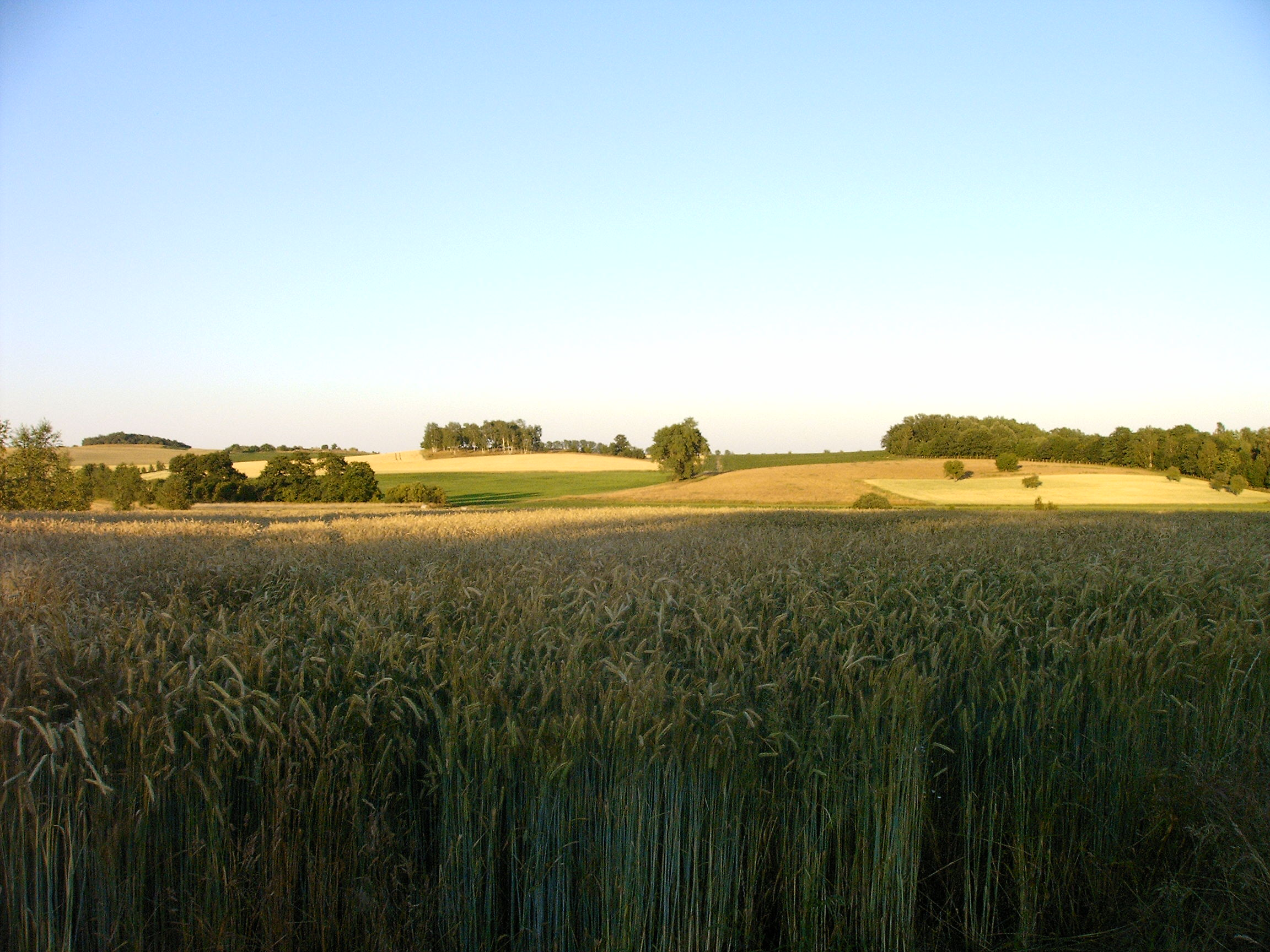
Collines Rübrichsberg et Fuchsberg dans la moraine frontale de Taucha

Taucha est située au nord-est de Leipzig, qui est sa ville voisine, dans un paysage assez plaine, formée pendant les glaciations du pléistocène, qui est traversée par le fleuve Parthe. Le lit majeur de la dernière forme une zone protégée autour de la ville. Des moraines frontales, formées pendant la glaciation saalienne, l'environnent. Parmi eux, la moraine frontale de Taucha est aussi déclarée und zone protégée. Elle inclut les points les plus hauts de la ville, notamment le Fuchsberg (167 m) près du village rattaché Sehlis et le Galgenberg (131 m) entre les villages rattachés Merkwitz et Seegeritz. Plus loin de la ville, les restes de quelques volcans anciens sont utilisés pour carrières.